# Ashok Gaikwad
Ashok Gaikwad es un director de cine indio que tiene una amplia filmografía. Su primera película notable fue Qatil (1988), protagonizada por Aditya Pancholi y Sangeeta Bijlani. Su trabajo destacó en la década de 1990 junto al de otros directores tales como Mithun Chakraborty y Jackie Shroff . Algunas de sus películas son Phool Aur Angaar, Izzat, Police Officer y Krishan Avtaar.

## Filmografía parcial
| Año  | Película              | Lengua | Reparto                                                                   |
| ---- | --------------------- | ------ | ------------------------------------------------------------------------- |
| 1988 | Qatil                 | Hindi  | Aditya Pancholi, Sangeeta Bijlani, Shakti Kapoor, Kiran Kumar, Amjad Khan |
| 1990 | Doodh Ka Karz         | Hindi  | Jackie Shroff, Neelam, Prem Chopra, Aruna Irani                           |
| 1991 | Izzat                 | Hindi  | Jackie Shroff, Sangeeta Bijlani, Sadashiv Amrapurkar                      |
| 1992 | Police Officer        | Hindi  | Jackie Shroff, Karisma Kapoor, Aruna Irani, Paresh Rawal                  |
| 1992 | Sarphira              | Hindi  | "Sanjay Dutt, Madhavi (actress), Kimi Katkar"                             |
| 1993 | Phool Aur Angaar      | Hindi  | Mithun Chakraborty, Shantipriya, Prem Chopra, Gulshan Grover              |
| 1993 | Krishan Avtaar        | Hindi  | Mithun Chakraborty, Somy Ali, Hashmat Khan, Paresh Rawal, Sujata Mehta    |
| 1997 | Raja Ki Aayegi Baraat | Hindi  | Shadaab Khan, Rani Mukerji, Divya Dutta, Mohnish Behl, Gulshan Grover     |
| 1999 | Gair                  | Hindi  | Ajay Devgan, Raveena Tandon, Reena Roy, Amrish Puri, Paresh Rawal         |
| 1999 | Maa Kasam             | Hindi  | Mithun Chakraborty, Mink, Gulshan Grover                                  |